# Westkarpatische Operation
1941: Białystok-Minsk – Dubno-Luzk-Riwne – Smolensk – Uman – Kiew – Odessa – Leningrader Blockade – Wjasma-Brjansk – Charkow – Rostow – Moskau – Tula

1942: Rschew – Charkow – Ljuban/Wolchow – Kertsch/Sewastopol – Fall Blau – Kaukasus – Stalingrad – Operation Mars

1943: Woronesch-Charkow – Operation Iskra – Nordkaukasus – Charkow – Kursk – Orjol – Donez-Mius – Donbass – Belgorod-Charkow – Smolensk – Dnepr – Kiew

1944: Dnepr-Karpaten – Leningrad-Nowgorod – Krim – Wyborg–Petrosawodsk – Operation Bagration – Lwiw-Sandomierz – Jassy–Kischinew – Belgrad – Petsamo-Kirkenes – Baltikum – Karpaten – Ungarn

1945: Kurland  – Weichsel-Oder – Ostpreußen – Westkarpaten – Niederschlesien – Ostpommern – Plattensee – Oberschlesien – Wien – Oder – Berlin – Prag
Die Westkarpatische Operation (russisch Западно-Карпатская наступательная операция, Sapadno-Karpatskaja nastupatelnaja operazija) war eine Offensive der Roten Armee während des Zweiten Weltkrieges, die vom 12. Januar bis zum 18. Februar 1945 andauerte.

## Truppenstärke
Die 4. Ukrainische Front (mit dem 1. Tschechoslowakischen Korps) unter Iwan Petrow zusammen mit der 2. Ukrainischen Front (mit der 1. und 4. rumänischen Armee) unter Rodion Malinowski sollten die in den Westkarpaten versammelten deutschen Truppen zurückdrängen, die sich aus der 1. Panzerarmee, der 8. Armee, Teilen der 17. Armee und der ungarischen 1. Armee zusammensetzten. Die Tiefe der deutschen Verteidigung schloss neben dem gebirgigen Gelände auch mehrere Seen und Flussläufe ein.

## Gliederung der gegnerischen Kräfte
| 4. Ukrainische Front (Generaloberst Iwan Jefimowitsch Petrow) |                                                              |                                                                                  | |
|                                                               | 38. Armee (Generaloberst Kirill Semjonowitsch Moskalenko)    |                                                                                  | |
|                                                               |                                                              | 52. Schützenkorps Generalmajor Sergei Michailowitsch Butschew                    | |
|                                                               |                                                              |                                                                                  | 81. Schützen-Division Oberst Josif Iwanowitsch Matusewitsch                                                |
|                                                               |                                                              |                                                                                  | 121. Schützen-Division Oberst Danil Iwanowitsch Bushtruk                                                   |
|                                                               |                                                              |                                                                                  | 340. Schützen-Division Generalmajor Fjodor Nasarowitsch Parchomenko                                        |
|                                                               |                                                              | 101. Schützenkorps Generalleutnant Andrei Leontjewitsch Bondarew                 | |
|                                                               |                                                              |                                                                                  | 70. Garde-Schützen-Division Generalmajor Iwan Andrejewitsch Gusew                                          |
|                                                               |                                                              |                                                                                  | 183. Schützen-Division Generalmajor Leonid D. Wassilewski                                                  |
|                                                               |                                                              |                                                                                  | 140. Schützen-Division Generalmajor Alexander J. Kiseljew, ab 24. Januar Oberst Michail Markowitsch Wlasow |
|                                                               |                                                              | 67. Schützenkorps Generalmajor Iwan Stepanowitsch Schmygo                        | |
|                                                               |                                                              |                                                                                  | 211. Schützen-Division Oberst Georgi S. Tomilowski                                                         |
|                                                               |                                                              |                                                                                  | 241. Schützen-Division Generalmajor Stanislav Antonowitsch Iwanow                                          |
|                                                               |                                                              |                                                                                  | 305. Schützen-Division Oberst Alexander Fjodorowitsch Wassiljew                                            |
|                                                               | 1. Gardearmee (Generaloberst Andrei Antonowitsch Gretschko)  |                                                                                  | |
|                                                               |                                                              | 3. Gebirgs-Schützenkorps – Generalmajor Andrei Jakowljewisch Wedenin             | |
|                                                               |                                                              |                                                                                  | 128. Schützen-Division Oberst Jephraim Ignatjewitsch Dolgow                                                |
|                                                               |                                                              |                                                                                  | 242. Schützen-Division Generalmajor W. B. Lisinow                                                          |
|                                                               |                                                              |                                                                                  | 318. Schützen-Division Generalmajor Wassili F. Gladkow                                                     |
|                                                               |                                                              | 107. Schützenkorps – Generalleutnant Dmitri Wassiljewitsch Gordejew              | |
|                                                               |                                                              |                                                                                  | 161. Schützen-Division Oberst Nikolai Moisejewitsch Gerschewitsch                                          |
|                                                               |                                                              |                                                                                  | 167. Schützen-Division Oberst Iwan Dmitriwitsch Drjachlow                                                  |
|                                                               |                                                              |                                                                                  | 271. Schützen-Division Oberst Iwan Fjodorowitsch Chomitsch                                                 |
|                                                               |                                                              |                                                                                  | 276. Schützen-Division Generalmajor Peter Maxsimowitsch Beschko                                            |
|                                                               |                                                              | 1. Tschechoslowakisches Korps (General Ludvík Svoboda)                           | |
|                                                               |                                                              |                                                                                  | 1. Tschechoslowakische Brigade Brigadegeneral Karel Klapalek                                               |
|                                                               |                                                              |                                                                                  | 3. Tschechoslowakische Brigade Oberst Jaroslav Sellner                                                     |
|                                                               | 18. Armee (Generalleutnant Anton Josifowitsch Gastilowitsch) |                                                                                  | |
|                                                               |                                                              | 11. Schützenkorps Generalmajor Michail Iwanowitsch Saporoschtschenko             | |
|                                                               |                                                              |                                                                                  | 30. Schützen-Division Generalmajor Viktor Pawlowitsch Jankowski                                            |
|                                                               |                                                              |                                                                                  | 226. Schützen-Division Generalmajor Nikolai Alexejewitsch Kropotin                                         |
|                                                               |                                                              | 95. Schützenkorps Genlt. I. I. Melinikow, ab 18. April Genlt. Sergei W. Roginski | |
|                                                               |                                                              |                                                                                  | 24. Schützen-Division Generalmajor Theodor A. Prochorow                                                    |
|                                                               |                                                              |                                                                                  | 351. Schützen-Division Generalmajor Ilja Fedorowitsch Dudarew                                              |
|                                                               |                                                              |                                                                                  | 5. mech. Brigade Oberst Iwan Mitrofanowitsch Morus                                                         |
|                                                               |                                                              | 17. Garde-Schützenkorps – Generalleutnant Nikifor V. Medwedew                    | |
|                                                               |                                                              |                                                                                  | 2. Garde-Schützendivision Oberst Nikita Sergejewitsch Samochwalow                                          |
|                                                               |                                                              |                                                                                  | 8. Schützen-Division Oberst Nikolai Stepanowitsch Ugrjumow                                                 |
|                                                               |                                                              |                                                                                  | 138. Schützen-Division Oberst Wassili E. Wassiljew                                                         |
|                                                               |                                                              |                                                                                  | 237. Schützen-Division Oberst Michail G. Petenko                                                           |
|                                                               | 2. Ukrainische Front (Marschall Rodion Malinowski)           |                                                                                  | |
|                                                               | 4. rumänische Armee (General Vasile Atanasiu)                |                                                                                  | |
|                                                               |                                                              | Rumänisches II. Korps                                                            | |
|                                                               |                                                              |                                                                                  | Rumänische 21. Division – Brigadegeneral Ion Antonescu Petre                                               |
|                                                               |                                                              |                                                                                  | Rumänische 8. Kavallerie-Division                                                                          |
|                                                               |                                                              |                                                                                  | Rumänische Gardedivision                                                                                   |
|                                                               |                                                              | Rumänisches VI. Korps                                                            | |
|                                                               |                                                              |                                                                                  | Rumänische 6. Division                                                                                     |
|                                                               |                                                              |                                                                                  | Rumänische 11. Division                                                                                    |
|                                                               |                                                              |                                                                                  | Rumänische 18. Division                                                                                    |
|                                                               | 40. Armee (Generalleutnant Filip Fedosjewitsch Zmacenko)     |                                                                                  | |
|                                                               |                                                              | 50. Schützenkorps – Generalmajor Serafim Petrowitsch Merkulow                    | |
|                                                               |                                                              |                                                                                  | 42. Schützen-Division – Oberst Fjodor F. Bochkow                                                           |
|                                                               |                                                              |                                                                                  | 38. Schützen-Division – Generalmajor Sergej Prokopjewitsch Timosckow                                       |
|                                                               |                                                              |                                                                                  | 240. Schützen-Division – Generalmajor Terenti Fomitsch Umanski                                             |
|                                                               |                                                              | 51. Schützenkorps Generalmajor Alexander D. Rumjanzew                            | |
|                                                               |                                                              |                                                                                  | 6. Schützen-Division Generalmajor Iwan Fedotowitsch Obuschenko                                             |
|                                                               |                                                              |                                                                                  | 4. Garde-Schützen-Division Oberst Kusjma Dmitriwitsch Parfenow                                             |
|                                                               |                                                              |                                                                                  | 232. Schützen-Division Oberst Deonisy Semenowitsch Tsalay                                                  |
|                                                               |                                                              |                                                                                  | 54. Schützen-Division Generalmajor Michael Titowitsch Karnaschew                                           |
|                                                               |                                                              |                                                                                  | 243. Schützen-Division Oberst Nikolai Nikolajewitsch Parfentjew                                            |
|                                                               | 1. rumänische Armee (General Ioan Mihail Racoviţă)           |                                                                                  | |
|                                                               |                                                              | Rumänisches IV. Korps                                                            | |
|                                                               |                                                              |                                                                                  | Rumänische 2. Division Brigadegeneral Mihail Voicu                                                         |
|                                                               |                                                              |                                                                                  | Rumänische 2. Gebirgsbrigade Oberst Ioan Tsukel                                                            |
|                                                               |                                                              |                                                                                  | Rumänische 3. Division Brigadegeneral Ion Popescu                                                          |
|                                                               |                                                              | Rumänisches VII. Korps General Nicolae Sova                                      | |
|                                                               |                                                              |                                                                                  | 2 Gebirgs-Division – Generalmajor Constantin Iordekescu                                                    |
|                                                               |                                                              |                                                                                  | Rumänische 19. Division Brigadegeneral Michael Leketushu                                                   |
|                                                               |                                                              |                                                                                  | Rumänische 10. Division                                                                                    |
|                                                               |                                                              |                                                                                  | Rumänische 9. Kavallerie-Division Brigadegeneral Ilie Antonescu                                            |
|                                                               | 27. Armee Generaloberst Sergei Georgijewitsch Trofimenko     |                                                                                  | |
|                                                               |                                                              | 33. Schützenkorps – Generalmajor A. I. Semjonow                                  | |
|                                                               |                                                              |                                                                                  | 202. Schützendivision – Generalmajor I. M. Chochlow                                                        |
|                                                               |                                                              |                                                                                  | 337. Schützendivision – Oberst Taras P. Gorobez                                                            |
|                                                               |                                                              |                                                                                  | 3. Garde-Luftlandedivision – Generalmajor Iwan Nikititsch Konew                                            |
|                                                               |                                                              | 37. Schützenkorps – Generalmajor Fjodor Samoilowitsch Kolchuk                    | |
|                                                               |                                                              |                                                                                  | 108. Schützendivision – Oberst Sergej Illarionowitsch Dunajew                                              |
|                                                               |                                                              |                                                                                  | 316. Schützendivision – Oberst Gregory S. Chebotarew                                                       |
|                                                               |                                                              |                                                                                  | 320. Schützendivision – Oberst Joseph Z. Burik                                                             |
|                                                               |                                                              | 35. Garde-Schützenkorps – Generalleutnant Sergej G. Gorjatschew                  | |
|                                                               |                                                              |                                                                                  | 78. Schützendivision – Generalmajor N. M. Michailow                                                        |
|                                                               |                                                              |                                                                                  | 163. Schützendivision – Generalmajor F. W. Karlow                                                          |
|                                                               |                                                              |                                                                                  | 206. Schützendivision – Generalmajor Fjodor Iwanowitsch Dremenkow                                          |

| 17. Armee                                                 |                                                   |                                                                    | |
|                                                           |                                                   | XI. SS-Armeekorps (SS-Obergruppenführer Matthias Kleinheisterkamp) | |
|                                                           |                                                   |                                                                    | 544. Volksgrenadier-Division (Generalleutnant Werner Ehrig)                                                                 |
|                                                           |                                                   |                                                                    | 545. Volksgrenadier-Division (Generalmajor Otto Obenaus)                                                                    |
|                                                           |                                                   |                                                                    | 78. Volks-Sturmdivision (Generalmajor von Hirschfeld, ab 18.1. Generalmajor Hans Schrepffer)                                |
|                                                           |                                                   |                                                                    | 320. Volksgrenadier-Division (Generalmajor Ludwig Kirschner, später Oberst Scherenberg)                                     |
| 1. Panzerarmee (General der Panzertruppe Walther Nehring) |                                                   |                                                                    | |
|                                                           |                                                   | XXXX. Panzerkorps (General der Panzertruppe Siegfried Henrici)     | |
|                                                           |                                                   |                                                                    | 19. Panzerdivision (Generalleutnant Hans Källner)                                                                           |
|                                                           |                                                   |                                                                    | 25. Panzerdivision (Generalmajor Oskar Audörsch)                                                                            |
|                                                           |                                                   |                                                                    | 10. mot. Infanterie-Division (Generalleutnant Arthur Schmidt)                                                               |
|                                                           |                                                   |                                                                    | 6. Panzerdivision (Oberst Friedrich Wilhelm Jürgens)                                                                        |
|                                                           |                                                   | XI. Armeekorps (General Rudolf von Bünau)                          | |
|                                                           |                                                   |                                                                    | 253. Infanterie-Division (Generalleutnant Carl Becker)                                                                      |
|                                                           |                                                   |                                                                    | 208. Infanterie-Division (Generalleutnant Hans Piekenbrock)                                                                 |
|                                                           |                                                   |                                                                    | Kampfgruppe 1. Skijäger-Division (Generalleutnant Gustav Hundt)                                                             |
|                                                           |                                                   |                                                                    | Ungarische 5. Reserve-Division                                                                                              |
|                                                           |                                                   |                                                                    | 75. Infanterie-Division (Generalmajor Karl Arning)                                                                          |
| 1. ungarische Armee (General Dezső László)                |                                                   |                                                                    | |
|                                                           |                                                   | XVII. Armeekorps General der Pioniere Otto Tiemann                 | |
|                                                           |                                                   |                                                                    | Ungarische 2. Reserve-Division                                                                                              |
|                                                           |                                                   |                                                                    | 254. Infanterie-Division (Generalmajor Richard Schmidt)                                                                     |
|                                                           |                                                   |                                                                    | 3. Gebirgs-Division (General Paul Klatt)                                                                                    |
|                                                           |                                                   | XXXIX. Gebirgskorps (General der Gebirgstruppe Karl von Le Suire)  | |
|                                                           |                                                   |                                                                    | 101. Jäger-Division (Generalleutnant Walter Aßmann)                                                                         |
|                                                           |                                                   |                                                                    | 100. Jäger-Division (Oberst Kreppel)                                                                                        |
|                                                           |                                                   |                                                                    | 4. Gebirgs-Division (Generalleutnant Friedrich Breith)                                                                      |
|                                                           |                                                   | Ungarisches V. Korps                                               | |
|                                                           |                                                   |                                                                    | Ungarische 16. Infanterie-Division                                                                                          |
|                                                           |                                                   |                                                                    | Ungarische 1. Gebirgs-Brigade                                                                                               |
|                                                           |                                                   |                                                                    | 97. Jäger-Division (General Rabe von Pappenheim)                                                                            |
|                                                           | 8. Armee General der Gebirgstruppen Hans Kreysing |                                                                    | |
|                                                           |                                                   | XXIX. Armeekorps General der Infanterie Kurt Röpke                 | |
|                                                           |                                                   |                                                                    | Kampfgruppe 76. Infanterie-Division – Oberst Wilhelm Moritz von Bissing, ab 17. Februar Generalmajor Erhard-Heinrich Berner |
|                                                           |                                                   |                                                                    | Ungarische 24. Infanterie-Division                                                                                          |
|                                                           |                                                   |                                                                    | 15. Infanterie-Division Generalmajor Hans Laengenfelder                                                                     |
|                                                           |                                                   |                                                                    | Ungarische 5. Reserve-Division                                                                                              |

## Verlauf
Die Offensive begann zeitgleich mit der wesentlich größeren Weichsel-Oder-Operation, während einen Tag später die Ostpreußische Operation (1945) eröffnet wurde.

### Offensive der 4. Ukrainischen Front
Am 12. Januar um 8:15 Uhr griff die 38. Armee (Generaloberst Moskalenko) der 4. Ukrainischen Front nach starker Artillerievorbereitung mit zwei Schützenkorps (101. und 67.) – hinter der linken Flanke stand das 52. Schützenkorps als zweite Staffel zum Nachstoßen bereit – an.
Bis zum 15. Januar gelang der Durchbruch beim deutschen XI. SS-Armeekorps (General Kleinheisterkamp) und konnte in den nächsten Tagen bis zu 18 km vorgetragen werden. Am 16. Januar wurde Jasło durch die 70. Garde- und 140. Schützen-Division des 101. Schützenkorps eingenommen.
Am 18. Januar eröffnete auch die südlicher anschließende 1. Gardearmee (General Gretschko) ihre Offensive gegen das deutsche XI. Armeekorps (General von Bünau) über den Ondava-Abschnitt. Bei der 4. Ukrainischen Front standen etwa 215 Panzer und Selbstfahrlafetten zum Einsatz, davon 134 Panzer bei der 38. Armee und wegen des gebirgigen Geländes nur 42. Panzer bei der 1. Garde-Armee.
Die Front der im Raum 25 km südlich von Jasło zwischen Polany und südlich Stropkov eingesetzten 253. Infanterie-Division (Generalleutnant Becker) wurde vom sowjetischen 11. und 107. Schützen-Korps aufgerissen. Die deutschen Truppen wurde bis zu 22 km zurückgedrängt und am nächsten Tag wurde Prešov (Eperjes) von sowjetischen Truppen eingenommen. Südlich davon griff die sowjetische 18. Armee (Generalleutnant Gastilowitsch) die Stellungen des deutschen XXXXIX. Gebirgskorps (General de Le Suire) an, im Abschnitt des ungarischen V. Korps wurde am 19. Januar Košice (ungarisch Kassa) gewonnen.

### Offensive der 2. Ukrainischen Front
Der linke Flügel der 2. Ukrainische Front eröffnete parallel dazu ihre Offensive aus Nordungarn und drang in das Slowakische Erzgebirge ein. Die sowjetische 40. Armee (Generalleutnant Schmatschenko) drängte die ungarische 1. Armee durch den Rosenauer Kessel nach Rožňava zurück, überschritt den Fluss Slaná und nahm die Stadt Briesen (Brezno) ein. Links davon begleitete die sowjetische 27. Armee (Generaloberst Trofimenko) den Vorstoß auf Altsohl.

### Schlussphase
Ende Januar erreichten die Truppen der 4. Ukrainischen Front die deutschen Verteidigungslinien am Fluss Soła östlich von Saybusch (Żywiec) – Jablonka – Neuhäusel in der Liptau (Liptovský Hrádok) – Sankt Nikolaus in der Liptau (Liptovský Mikuláš). Der Vormarsch der 4. Ukrainischen Front wurde westlich von Schwarzwasser an der Weichsel (Strumień), Saybusch (Żywiec) und Jablonka, östlich von Neuhäusel in der Liptau (Liptovský Hrádok) und Sankt Nikolaus in der Liptau (Liptovský Mikuláš) gestoppt. Die heftig verteidigte Stadt Bielitz (Bielsko-Biała) wurde von der 1. Gardearmee und der 38. Armee eingenommen. Die 2. Ukrainische Front setzte die Kämpfe noch bis Mitte März fort und erreichte den Fluss Gran.

## Verluste und Folgen
Die Rote Armee zerschlug 17 Divisionen und 1 Brigade der Achsenmächte und machte dabei nach eigenen, objektiv nicht immer verifizierbaren Angaben 137.000 Gefangene. Daneben vernichtete bzw. erbeutete sie, ebenfalls nach eigenen Angaben, 2.300 Geschütze, 320 Panzer und 65 Flugzeuge. Große Teile der Slowakei und die südlichen Gebiete Polens wurden von den deutschen Besatzern befreit. Die Rote Armee beziffert ihre eigenen Verluste mit 78.988 Mann (davon 16.337 Tote und 62.651 Verwundete). Die rumänische 1. und 4. Armee verloren 12.000 Soldaten (2.500 Tote) und das 1. Tschechoslowakische Korps 970 Mann (260 Tote). Darüber hinaus sollen auf sowjetischer Seite 359 Panzer, 753 Geschütze und 94 Flugzeuge verloren gegangen sein. Das deutsche Reich verlor mit dem Slowakischen Erzgebirge ein wichtiges Industriegebiet.

## Belegstellen
1. ↑  http://vistory.mil.ru/war/oper/46.html@1@2Vorlage:Toter+Link/vistory.mil.ru+(Seite+nicht+mehr+abrufbar,+festgestellt+im+Mai+2019.+Suche+in+Webarchiven) Datei:Pictogram+voting+info.svg Info:+Der+Link+wurde+automatisch+als+defekt+markiert.+Bitte+prüfe+den+Link+gemäß+Anleitung+und+entferne+dann+diesen+Hinweis.
2. ↑  http://wwii-soldat.narod.ru/OPER/ARTICLES/035-zap-karp.htm.
3. ↑  W. I. Festjkow / K.A. Kalaschnikow: Красная Армия в победах и поражениях 1941-1945, Moskwa 2003, S. 150–160
4. ↑  OKW-Kriegstagebuch Band IV, S. 1886
5. ↑  wwii-soldat.narod.ru (russisch)
6. ↑  victory.mil.ru (russisch) (Seite nicht mehr abrufbar, festgestellt im Mai 2019. Suche in Webarchiven)  Info: Der Link wurde automatisch als defekt markiert. Bitte prüfe den Link gemäß Anleitung und entferne dann diesen Hinweis.
7. ↑  David M. Glantz, Jonathan House: When Titans Clashed. University of Kansas Press, Lawrence 1995, S. 300